# Nati nel 1148
| Questa pagina contiene informazioni ricavate automaticamente dalle voci biografiche con l'ausilio del template Bio e di un bot. L'aggiornamento è periodico e automatico e ricostruisce completamente la pagina. Se manca una persona in questa lista, sei pregato di non aggiungerla, ma accertati piuttosto che la sua voce biografica contenga il template Bio e che i dati anagrafici siano correttamente compilati. Se il template Bio manca, inseriscilo tu stesso o, in alternativa, metti l'avviso {{tmp\|Bio}} che ne segnala la mancanza. Se i dati riportati sono sbagliati, correggi direttamente la voce biografica; le modifiche saranno visibili in questa lista entro pochi giorni. Per chiarimenti vedi il progetto biografie. La lista contiene solo le 7 persone che sono citate nell'enciclopedia e per le quali è stato implementato correttamente il template Bio. Pagina aggiornata al 18 ago 2025. |

- Béla III d'Ungheria, sovrano ungherese († 1196)
- Filippa d'Antiochia, nobile († 1178)
- Mafalda del Portogallo, regina († 1173)
- Qiu Chuji, esploratore cinese († 1227)
- Ugo III di Borgogna, duca († 1192)
- Urraca del Portogallo, principessa portoghese († 1211)
- Ōe no Hiromoto, militare giapponese († 1225)